# بيدوليتا
بيدوليتا ( برغاماسك : Bedülida ) هي كومونا (بلدية) وتقع في مقاطعة بيرغامو في منطقة لومباردي الإيطالية ، وتبعد حوالي 45 كيلومتر (28 ميل) شمالي شرق عن ميلانو وعلى مايقارب 13 كيلومتر (8 ميل) في شمال غرب بيرغامو .
تلتقي بيدوليتا مع عدد من البلدات في حدودها هي Berbenno ، Capizzone ، Costa Valle Imagna ، Roncola ، Sant'Omobono Imagna .